# شيطان جرش

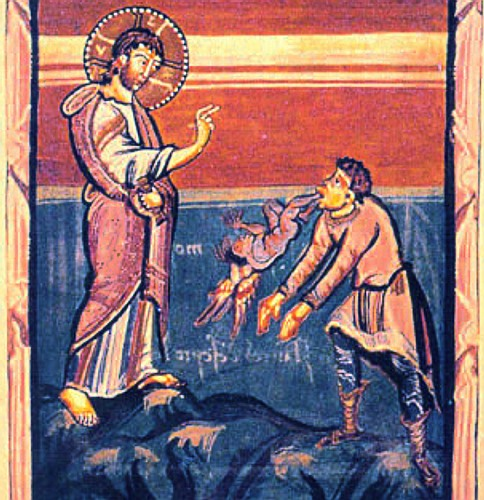

شيطان جرش فيلق من الشياطين جاء ذكرها في العهد الجديد.
ومنها اعجوبة إخراج الشياطين.

## مكان حدوث القصة
ووصَلَ يسوع والتلاميذُ إلى الشاطئ الآخَرِ مِنَ البحرِ في ناحيةِ الجَراسيِّين. ولمَّا نَزَلَ من السفينةِ، إذا رجُلٌ فيهِ روحٌ نجِسٌ قد خَرَجَ مِنَ القبورِ إلى لِقائِهِ.
وكانَ يُقيمُ في القبورِ، ولا يَقْدِرُ أحَدٌ أن يوثِقَهُ حتَّى بسِلسِلَة. فكثيراً ما كُبِّلَ بالقيودِ والسلاسِل فقَطَّعَ السلاسلَ وكَسَّرَ القيود. ولم يكنْ أحدٌ يقوى على كَبْحِهِ. وكان طَوالَ الليلِ والنهارِ في القبورِ والجبال، يَصيحُ ويرضِّضُ جِسمَهُ بالحِجارة.
فلمَّا رأى يسوعَ عن بُعدٍ أسرَعَ إليهِ وسَجَدَ له وصاحَ بأعلى صَوتِهِ: «ما لي ولكَ يا يسوعَ ابنَ اللهِ العليّ؟ استحلِفُكَ باللهِ لا تُعَذِّبْني». لأنَّ يسوعَ قالَ لـهُ: «أيُّها الروحُ النجِس، أُخرُجْ مِنَ الرجُل». فسألَهُ: «ما اسمُكَ؟» فقالَ لـهُ: «اسمي جيش، لأنَّنا كثيرون». ثمَّ ألَحَّ عليهِ في السؤال ألاّ يطرُدَهُم من الناحية. وكانَ يَرعى هُناكَ في سَفْحِ الجبل قطيعٌ كبيرٌ من الخنازير.
فتوَسَّلَتْ إليهِ الأرواحُ النَجِسَةُ بقولِها: «أرسِلْنا إلى الخنازير فنَدْخُلَ فيها». فأُذُنَ لها. فخَرَجَتِ الأرواحُ النَجِسَة ودَخَلَتْ في الخنازير، فوَثَبَ القطيعُ مِنَ الجُرُفِ إلى البحرِ، وعدَدُهُ نحوُ ألفَيْن، فغَرِقَ في البحر. فهَرَبَ الرُعاةُ ونقلُوا الخَبَرَ إلى المدينَةِ والمزارِع. فجاءَ الناسُ ليَرَوا ما جرى. فلمّا وصَلوا إلى يسوع، شاهَدوا الرَجُلَ الذي كانَ ممسوساً قاعِداً لابِساً صحيحَ العقل، ذاكَ الذي كانَ فيهِ جيشٌ مِنَ الشياطين.
فاستَولى عليهِم الخوف. فأخبَرَهُم الشهودُ بما جرى لِلَّذي كانَ مَمسوساً وبِما أصابَ الخنازير. فأخَذوا يسألونَ يسوع أن ينصَرِفَ عن بَلَدِهم. وبينما هو يركَبُ السفينةَ، سألَهُ الذي كان ممسوساً أن يصْحَبَهُ. فلَم يأُذُنَ له، ُ بلْ قالَ لـهُ: «اذهَبْ إلى بيتِكَ، وحدِّثْ ذَويكَ بما آتاكَ الربُّ مِنَ رَحمَتِهِ». فمضى وأخَذَ ينادي في المُدُنِ العَشرِ بما آتاهُ يسوع. وكانَ جميعُ الناسِ يتعَجَّبون. (مرقس 5/1-20)
وصف لنا الإنجيل بؤس هذا الرجل الذي كان يرزح تحت نير عبوديّ‍ة الشياطين. لقد سكنوا فيه وأخذوا يعذّبونه في هذه الحياة قبل أن يواصلوا تعذيبه في نار جهنم. إنَّ هذه العبوديّة المرّة هي نتيجة من يستسلم كلّياً إلى الخطيئة.
لقد تمّت في هذا الرجل الممسوس كلمةُ يسوع القائلة:«كلُّ مَنْ يرتكبُ الخطيئةَ يكونُ عَبْداً للخطيئة».(يوحنَّا 8/34)
مقرُّ الشياطين الحيواناتُ لا الإنسان
طَلَبَ الشياطين من يسوع ألاّ يأمرهم بالذهاب إلى الهاوية، بل أن يأُذُنَ لهم في الدخول إلى الخنازير التي كانت ترعى على سَفْح الجبل. فأُذُنَ لهم، لا رحمة لهم، بل إشارةً إلى أنَّ مقرَّ الشياطين الحيواناتُ القذرة، لا الإنسانُ المخلوق على صورة الله ومثاله.
لقد خلق الله الإنسان ليكون مقرّاً لسكناه تعالى على الأرض. فَمَنْ أحبَّ يسوع ابنَ الله، وحفظ كلامه، كان قلبه مقرّاً لسكنى الله فيه. قال يسوع: «إذا أحبَّني أحدٌ حفِظَ كلامي، فأحَبَّهُ أبي، ونأتي إليه، فنجعلُ لَنا عندَه مُقاماً». (يوحنَّا 14/23)
شاهد الرعاة وثبة الخنازير الجهنّميّة نحو البحر، فدبَّ فيهم الفزع، ولم يفهموا أنَّهم أمام سيّد الكون الذي يسيطر على الأرواح الخبيثة ويقهرها بقوّته التي لا تُقهر.
ولمّا علم أصحاب الخنازير أنَّ حيواناتِهِم قد اختنقت في البحر تأسّفوا على فقدان أموالهم الأرضيّة، ولم يطلبوا من يسوع الغنى الروحي بديلاً منها، بل جاءوا إليه وسألوه، والكمدُ والحسرةُ في قلوبهم، أن يرحل عن أراضيهم.
فالمالُ – في رأيهم – أفضلُ من أيّة نعمةٍ سماويّة يأتيهم بها يسوعُ حامِلُ النعمة والسعادة للبشر. إنَّ التعلّق بالمال يقلب مفاهيم الإنسان ويبعده عن الله وعن هدفه السماوي الذي خُلق لأجله.
شاهِدٌ لنعمة يسوع وحنانه
- سأل الرجلُ الممسوس يسوعَ أن يكون من عِداد تلاميذه، فلم يشأ يسوع ذلك، بل أرسله إلى المدن والقرى المجاورة ليشهد أمام الناس لنعمة الله وحنانه. لقد طلب منه يسوع أن يقوم بهذه الشهادة لأنها شهادةٌ واقعيّة شخصيّة مؤثّرة، تطلع الناس على سموِّ شخصيّته وحنانه وسلطته الفائقة على القوَّات الشيطانيّة.
وقد اختار الشهادة لأنه يعرف قيمتها وتأثيرها العميق في نفوس السامعين. ولذلك فإنّه طلب من تلاميذه قبل أن يفارقهم ويصعد إلى السماء، أن يكونوا شهوداً لِما رأوه وسمعوه، أيْ أن يكونوا شهوداً لتعاليمه ومعجزاته وقيامته.
قال لهم: «إنَّ الروحَ القُدُس ينْزِلُ عليكُم، فتنالونَ قوَّةً وتكونونَ لي شهوداً في أورشليم، وكلِّ اليهوديّة والسامرة، حتَّى أقاصي الأرض». (أعمال الرسل 1/8) وأدّى التلاميذ هذه الشهادة أمام الملوك والحكّام والرؤساء والشعب، وماتوا في سبيل الدفاع عن شهادتهم الحقّة.
2- ولا يكتفي يسوع بأن يكون التلاميذ وحدَهم شهوداً لـه، بل يريد أن يكون كلُّ مسيحيٍّ شاهداً لـه في حياته اليوميّة، أيْ شاهداً للنِعَم السماويّة الكثيرة التي ينالها من رحمة يسوع وقدرته وحبّه للبشر غير المحدود.
يسوع مخلّص البشريّة كلّها
1- إنّ الحالة البائسة التي كان الرجلُ الممسوس يحياها قبل أن ينقذه يسوع منها تذكّرنا بحالة البشريّة قبل مجيئه إلى العالم. كان البشر مُستَعبَدين لشريعة الظلام، أيْ للحقد والضغينة والفجور والكبرياء وسحق الضعفاء وقهر المغلوبين.
فأتى يسوع إلى العالم وحمل معه إلى الناس شريعةَ النور والحرّية، أيْ السلام والتسامح والعفاف والتواضع ومحبّة المساكين ومؤازرة المحتاجين وحرّية المُكبّلين. فاتّخذت الشريعة بمجيئه إلى العالم طابعاً نورانيّاً مشرقاً.
2- لا شكّ في أنّ الشرّ لم يختفِ من العالم، بل ما يزال منتشراً فيه انتشاراً واسعاً. إنّ انتشاره لا يعود إلى عجز يسوع أمام قوّة الشرّ، بل إلى استسلام الكثيرين من الناس إلى عبادة الشرّ، أيْ إلى أطماعهم وشهواتهم الفاسدة، وإلى ارتياحهم للعيش في عبوديّة إبليس.
ولذلك فإنّهم يقاومون عمل يسوع الخلاصي ودعوته إلى الخير، ويناصرون الشرّ في جميع مجالات الحياة الفرديّة والاجتماعيّة.
3- إلاّ أنّ صوت يسوع قد أيقظ ضمائر الكثيرين وأصبح للخير أنصارٌ نشيطون يعملون في سبيل نشر دعوته إلى الخير والمحبّة والعفاف والتضحية. والصراع قائمٌ اليوم بين أنصار الخير وأنصار الشرّ.
وسيبقى هذا الصراع قائماً حتى منتهى العالم، وعندئذٍ سينتصر الخير نهائياً وأبديّاً على الشرّ. ويعود الفضل في انتصار الخير إلى عمل يسوع الذي بذل حياته في سبيل دعم مبادئ الخير وإنقاذ البشريّة بآلامه وموته وقيامته من براثن الشرّ وعبوديّة إبليس.
2- إنّ الشرّ الذي يكبّل حرّيتك، في كثيرٍ من الأحيان، يوهمك أنك لا تستطيع أن تتغلّب عليه. في الحقيقة إنّك بمفردك لا تقوى عليه، ولكنّك تتغلَّبُ عليه إذا التجأتَ إلى قدرة يسوع الذي قال: ثقوا أَنا غلبتُ العالم (يوحنَّا 16/33)
3- لقد طلب أصحاب الخنازير من يسوع أن يبتعد عنهم.إن هذا الطلب يذكّرنا بواقعنا. لقد ظَهرت اليومَ بدعة شيطانية في أمريكا، وامتدّت إلى الغرب، وأخذت تدخل إلى بلادنا العربية رويداً رويداً، وبطريقة خفيّة.
لقد تأسّست في بادئ أمرها على فلسفات ومعتقدات ومذاهب متناقضة، ثمّ تطوّرت كثيراً ووصلت إلى «عبادة الشيطان». ومن المؤْسف أنّ كثيرين من روّاد الكنائس في أمريكا والغرب يعبدونه ويتظاهرون بالتقوى، لأنّهم يقدّمون عبادةً كاذبة للمسيح، ولا علاقة حقيقيّة لهم بالمسيح.
فهم لا يزالون في خطاياهم عبيداً لإبليس، وذهابُهم إلى الكنائس ما هو إلاّ «روتين» شكلي يقومون به لتسكيت ضمائرهم وإرضاء مجتمعهم، ولكنّهم في الحقيقة أمواتٌ روحيّاً.